# Bidens gypsophila
Bidens gypsophila là một loài thực vật có hoa trong họ Cúc. Loài này được Miranda mô tả khoa học đầu tiên năm 1943.